# Cuitláhuac (Messico)
Cuitláhuac è una municipalità dello stato di Veracruz, nel Messico centrale, il cui capoluogo è la località omonima.
Conta 26.265 abitanti (2010) e ha una estensione di 150,20 km². 	 		
Il nome della località in lingua nahuatl significa dentro òl'escremento secco.